# جمهورية ألبونا
جمهورية ألبونا (بالكرواتية: Labinska republika) هي جمهورية ذات عمرٍ قصير قامت في ألبونا في إستريا عام 1921 ووصفت بكونها أكثر الانتفاضات معاداةً للفاشية.